# 南山嘴乡
南山嘴乡，是中华人民共和国河北省承德市围场满族蒙古族自治县下辖的一个乡。

## 行政区划
南山嘴乡下辖以下地区：
南山嘴村、石棚村、卡伦村和官地村。